# نافان
نافان (بالأيرلندية: an Uaimh) هي بلدة من مقاطعة ميث في أيرلندا. في عام 2016، بلغ عدد سكان المدينة وضواحيها 31689 نسمة مما يجعلها خامس أكبر مدينة ، وعاشر أكبر مجمع سكاني في المناطق الحضرية في ايرلندا.

## التاريخ والتسمية
نافان هي واحدة من المدن القليلة في العالم التي امتلكت عدة أسماء بالتناوب. الاسم الايرلندي للمدينة (بالأيرلندية: Uamhain) يعني «الكهف». في العام 1922، عندما تأسست الدولة الأيرلندية الحرة ، تم اعتماد اسم (an Uaimh) كالاسم الرسمي الوحيد للمدينة. ومع ذلك، فإنه فشل في كسب شعبية في اللغة الإنجليزية وفي العام 1971 عاد الاسم إلى نافان باللغة الإنجليزية.

## توأمة
لنافان اتفاقيات توأمة مع كل من:
- بوبيو
- بروكوستيلا

## أعلام
- غاري روغيرز
- فرانسيس بوفورت
- شاين أورورك
- شيموس كيني
- كيتي فرينش
- يان كلارك